# Tityus kaderkai
Espèce
Tityus kaderkai est une espèce de scorpions de la famille des Buthidae.

## Distribution
Cette espèce est endémique du département du Beni en Bolivie. Elle se rencontre vers Yucumo.

## Description
Le mâle holotype mesure 41,5 mm et la femelle paratype 39,7 mm.

## Étymologie
Cette espèce est nommée en l'honneur de Radan Kaderka.

## Publication originale
- Kovařík, 2005 : « Nový druh štíra Tityus kaderkai sp. n. v teráriu. » Akva Tera Forum, vol. 11, p. 58-61 (texte intégral).